# Strækflyvning
Strækflyvning er en disciplin indenfor svæveflyvning og drageflyvning, hvor man flyver en forud besluttet opgave mellem en eller flere geografisk punkter (vendepunkter) eller områder. De enkelte stræk (ben) flyves ved en vekslen mellem højdevinding i termik (opadstigende luftstrømme) og glid, hvor den vundne højde omsættes til en tilbagelagt distance.
Strækflyvning benyttes i stort omfang til konkurrencer, hvor der kan gives point efter tidsforbrug, tilbagelagt afstand, eventuelt højdevinding samt eventuelt flyets handicap. Piloten dokumenterer sin opgaveløsning med GPS-logger – tidligere benyttedes fotos af vendepunkterne.
På gode dage kan i Danmark flyves distancer i svævefly på 300 km eller mere med en gennemsnitshastighed på over 100 km/t. Dragefly tilbagelægger afstande på 100 km eller mere.

## Opgavetyper
- Ud-hjem: Der flyves til et enkelt punkt og hjem igen.
- FAI-trekant: En trekant, hvor det korteste ben er mindst 28% af den samlede længde.
- AST (assigned sector task): En række forudbestemte vendepunkter besøges i en given rækkefølge, og der gives point for distance og hastighed.
- AAT (assigned area task): En række områder – sektorer – besøges, og der gives tillægspoint efter hvor langt man har været inde i sektoren. Ved konkurrencer kombineres AAT-opgaver ofte med en tidsgrænse, så piloterne får strafpoint hvis de f.ex. er længere end 3 timer om det.
- Cats craddle: Piloten vælger selv under vejs, hvilke vendepunkter besøges og får point efter tilbagelagt afstand og hastighed.

## Rutedisponering
Piloten skal i sine dispositioner beslutte rutevalg – hvor nogle områder giver gode mulighed for termik og andre er "døde" – hvornår en termikboble (søjle) er kraftig nok til at skulle udnyttes samt hvor hurtigt skal flyves mellem boblerne. Områder med god termik kendes ud fra erfaringer, men kan også forudsiges ved kig efter tørre overflader. Termikken vil ofte vise sig ved cumulus-skyer – eventuelet som skygader – men kan også på vanskelige dage være usynlig – såkaldt tørtermik. Termikken er normalt svag i lav højde, hvorfor der tabes tid, hvis højden bliver for lav.

## Slutglid
Sidst på en strækflyvning er man ikke længere afhængig af at skulle kunne fange termik igen; piloten kan derfor disponere sin fart således, at ankomsten til flyvepladsen sker i udgangshøjden for landing. Beregning af hvor højt man bør stige i den sidste boble og hvor hurtigt man kan flyve hjemad er kompliceret og udføres nu om dage mest af særlige computere forbundet til flyets variometer.